# Space Patrol Luluco
Space Patrol Luluco (яп. 宇宙パトロールルル子, Утю: Паторо:ру Руруко, «Космічний патруль Лулуко») — аніме-серіал режисера Імаісі Хіроюкі, випущений студією Trigger. Серіал виходив в Японії з квітня по червень 2016 року.

## Сюжет
Головна героїня аніме ― Лулуко, тринадцятирічна дівчинка, яка живе зі своїм батьком в Оґікубо, передовій зоні космічної колонізації. Її батько працює в організації «Space Patrol» («Космічний Патруль»). Хоча в Оґікубо живе багато прибульців-іммігрантів, Лулуко намагається жити звичайним життям школярки. Але одного ранку її батько заморозився, і Лулуко довелося відвезти його на роботу. Там її призначають новим членом організації, щоб так вона відпрацювала відновлення батька, і тепер їй доводиться захищати Оґікубо і його жителів від космічних злочинців разом з колегами та однокласниками за іменами AΩ ("Альфа-Омега") Нова і Мідорі, а також начальником організації, шефом Овер Джастіс (Over Justice).

## Персонажі
Лулуко (яп. ルル子, Руруко)
Сейю: M · A · O
Головна героїня історії. Тринадцятирічна школярка, яка живе зі своїм батьком в Оґікубо. Її єдине бажання ― жити звичайним життям, попри незвичайність її місця. Коли її батько заморожується, їй доводиться привезти його на роботу, де її призначають космічною патрульною.
Альфа Омега Нова (яп. ΑΩ ·ノヴァ)
Сейю: Енокі Дзюн'я
Космічний патрульний і партнер Лулуко по службі, а також її новий однокласник.
Мидори (яп. ミドリ, Мідорі)
Сейю: Сінтані Маюмі
Однокласниця Лулуко. Після того, як розкрилося, що вона поширювала нелегальний додаток для крадіжки чого завгодно, приєднується до космічного патруля, щоб уникнути покарання і проводити більше часу з Новою.
Головний менеджер Овер Джастіс (яп. オーバージャスティス本部長, О:ба: Дзясутису хомбутьо:)
Сейю: Тецу Інада
Глава космічного патруля і бос Лулуко.
Кеідзі (яп. ケイジ, Кеідзі)
Сейю: Міцуо Івата
Офіцер космічного патруля і батько Лулуко, який заморозився за сніданком.
Секретарка (яп. 秘書, хісьо)
Секретар Овер Джастіса.
Лалако Ґодспід (яп. ララ子・ゴッドスピード, Рарако Годдосупі:до)
Сейю: Йоко Хонна
Мати Лулуко. Космічна піратка, хоче захопити Оґікубо. Як і члени патруля, може трансформуватися в зброю.

## Медіавидання

### Аніме
Серіал “Space Patrol Luluco” виходив в Японії з 1 квітня по 24 червня 2016 року, також транслювалося на Crunchyroll. Серіал був створений і спродюсований Імаісі Хіроюкі, дизайн персонажів створений Маго і Юсуке Йосігакі. Опенінг — «CRYmax Dohejitsu» (яп. CRYまっくすド平日, Кураімаккусу Дохедзіцу) групи Fujirokku, ендінг — «Pipo Password» авторства Teddyloid і Bonjour Suzuki. В аніме часто з'являлися персонажі з інших робіт Trigger, зокрема Kill la Kill, Little Witch Academia, Inferno Cop, Kiznaiver та Sex and Violence with Machspeed.

#### Список серій
| № серії | Назва                                                                                  | Трансляція в Японії |
| ------- | -------------------------------------------------------------------------------------- | ------------------- |
| 1       | Я — нормальна учениця середньої школи «Ватасі, фуцу: но тю:гакусей» (私、普通の中学生) | 1 квітня 2016       |
| 2       | Прибув новий учень! «Тенко:сей ґа кіта!» (転校生が来た！)                              | 8 квітня 2016       |
| 3       | Класне поле битви «Сендзьо: кьо:сіцу» (戦場教室)                                       | 15 квітня 2016      |
| 4       | В небо наодинці «Хіторіботті но сора е» (ひとりぼっちの空へ)                           | 22 квітня 2016      |
| 5       | Що мені робити? «До:сітара іі но» (どうしたらいいの)                                   | 29 квітня 2016      |
| 6       | Частина, що прокинулась «Медзамета соно бубун» (目覚めたその部分)                      | 6 травня 2016       |
| 7       | Пастка з нитки долі «Уммей но іто но вана» (運命の糸の罠)                              | 13 травня 2016      |
| 8       | Пастка таємничої сили «Фусіґі на тікара но вана» (不思議な力の罠)                      | 20 травня 2016      |
| 9       | Справжня пастка «Хонто: но вана» (本当の罠)                                            | 27 травня 2016      |
| 10      | Все скінчено «Дзембу оварі» (全部おわり)                                               | 3 червня 2016       |
| 11      | Я не здогадувалась «Ватасі, вакаттенакатта» (私、わかってなかった)                     | 10 червня 2016      |
| 12      | Зізнання «Кокухаку» (告白)                                                             | 17 червня 2016      |
| 13      | Я — всесвіту... «Ватасі, утю: но……» (私、宇宙の……)                                     | 24 червня 2016      |

### Манґа
З квітня по червень 2016 року в журналі «Ultra Jump», а також на Crunchyroll виходила манґа по аніме.